# Basic-Fit
Basic-Fit  er en nederlandsk fitnesscenterkæde med over 1.200 fitnesscentre i 6 europæiske lande. I 2022 havde de følgende centre: Nederlandene (231), Belgien (219), Luxembourg (10), Frankrig (647), Spanien (90) og Tyskland (3).
Virksomheden blev etableret af René Moos og Eric Wilborts i 2003.

## Historie
Virksomheden blev grundlagt i 1984 i Holland.